# Vrede van Vervins

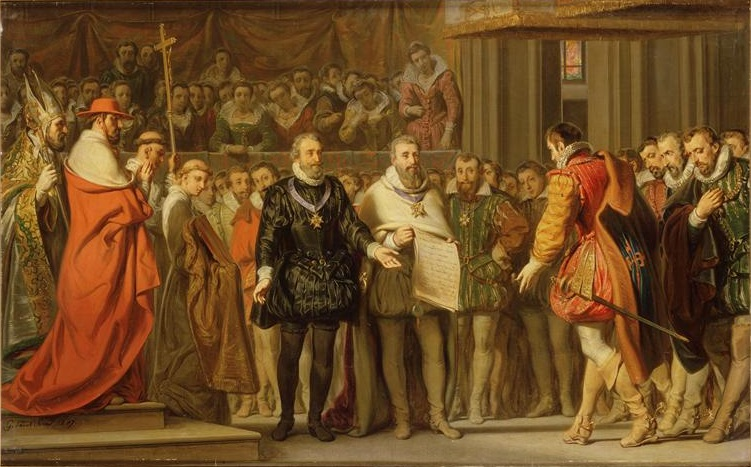
Het sluiten van de vrede weergegeven door Gillot Saint-Evre (1837)

De Vrede van Vervins, ook het Verdrag van Vervins, is een verdrag, dat op 2 mei 1598 door afgevaardigden van de Franse koning Hendrik IV en de Spaanse koning Filips II in Vervins werd afgesloten. Vervins is een plaats in het noorden van koninkrijk Frankrijk. Hendrik IV had Spanje in 1595 de oorlog verklaard. Op 13 april 1598 had hij al het Edict van Nantes uitgevaardigd, waarmee de hugenoten het recht kregen hun geloof uit te oefenen. Hierdoor was de oorlog met Spanje al praktisch beëindigd. Filips II erkende met de Vrede van Vervins Hendrik IV als koning van Frankrijk en trok zijn troepen uit Frankrijk terug. Filips II overleed op 13 september en zijn zoon, die hem opvolgde, Filips III, erkende het verdrag ook. Karel Emanuel I van Savoye had het verdrag niet bevestigd, maar heeft op 17 januari 1601 een apart verdrag met Hendrik, namelijk het Verdrag van Lyon gesloten.